# أوس بن حذيفة
أوْسُ بنُ حُذَيْفَة صحابي من أصحاب النبي محمد.

## نسبه
هو أوْسُ بنُ حُذَيْفَة، وقيل: ابن أوس، وقيل: ابن أبي عمرو، وقيل: ابن أويس بن رَبِيعةَ، وقيل: ابن أبي أوس بن أبي عمرو الثقفي. ذكر محمد بن إسماعيل البخاري في «تاريخه» وابن حبان أنّ «أوس بن حذيفة والد عمرو»، وقال أبو عمر: «هو جد عثمان بن عبد اللّه بن أوس».

## حياته
روي عن أوس بن حذيفة أنهُ قال: «قَدِمْنَا وَفْدَ ثَقِيفٍ عَلَى رَسُولِ اللَّهِ صَلَّى اللَّهُ عَلَيْهِ وَسَلَّمَ فَنَزَلَ الأَحْلافِيُّونَ عَلَى الْمُغِيرَةِ بْنِ شُعْبَةَ، وَأْنَزَلَ الْمَالِكِيِّينَ قُبَّتَهُ، وَكَانَ رَسُولُ اللَّهِ صَلَّى اللَّهُ عَلَيْهِ وَسَلَّمَ يِأْتِينَا، فَيُحدثنا بَعْدَ الْعِشَاءِ الآخِرَةِ، حَتَّى يُرَاوِحَ بَيْنَ قَدَمَيْهِ مِنْ طُولِ الْقِيَامِ، وَكَانَ أَكْثَرُ مَا يُحدثنا اشْتِكَاءَ قُرَيْشٍ، يَقُولُ: كُنُّا بَمَكَّةَ مُسْتَذَلِّينَ مُسْتَضْعَفِينَ، فَلَمَّا قَدِمْنَا الْمَدِينَةَ انْتَصَفْنَا مِنَ الْقَوْمِ، فَكَانَتْ سِجَالُ الْحَرْبِ لَنَا وَعَلَيْنَا، وَاحْتَبَسَ عَنَّا لَيْلَةً عن الْوَقْتِ الَّذِي كَانَ يَأْتِينَا فِيهِ، ثُمَّ أَتَانَا، فَقُلْنَا: يَا رَسُولَ اللَّهِ، احْتَبَسْتَ عَنَّا اللَّيْلَةَ عن الْوَقْتِ الَّذِي كُنْتَ تَأْتِينَا فِيهِ، فَقَالَ رَسُولُ اللَّهِ صَلَّى اللَّهُ عَلَيْهِ وَسَلَّمَ: إِنَّهُ طَرَأَ عَلَيَّ حِزْبِي مِنَ الْقُرْآنِ، فَأَحْبَبْتُ أَنْ لا أَخْرُجَ حَتَّى أَقْضِيَهُ، قَالَ: فَلَمَّا أَصْبَحْنَا سَأَلْنَا أَصْحَابَ رَسُولِ اللَّهِ صَلَّى اللَّهُ عَلَيْهِ وَسَلَّمَ عن أَحْزَابِ الْقُرْآنِ: كَيْفَ تُحَزِّبُونَهُ؟ فَقَالَ: ثَلاثٌ، وَخَمْسٌ، وَسَبْعٌ، وَتِسْعٌ، وَإِحْدَى عَشْرَةَ، وَثَلاثَ عَشْرَةَ، وَحِزْبُ الْمُفَصَّلِ».
ذكر ابن سعد أن أوس بن حذيفة الثقفي نزل الطائف؛ فإذن يكون غير الذي نزل الشام، وروى عنه الشاميون، وقال أبو نعيم، عن محمد بن سعد: إن الذي سكن الطائف أوس بن عوف الثقفي. قيل إنه مات ليالي الحرّة، ويُقال إنه تُوفي سنة تسع وخمسين.

## روايته للحديث النبوي
روى له: أبُو دَاوُد، والنَّسَائِيُّ، وابْنُ مَاجَه، وصح من طريقه أحاديث، وقال أبو عمر: «لأوس بن حذيفة أحاديث، منها المسح على القدمين، في إسناده ضعف». وروى عنه: ابنه عمرو، وعثمان بن عبد اللّه، وعبد الملك بن المغيرة. روى عنه الشاميون، وعداده فيهم، فممن روى عنه: أبو الأشعث الصنعاني ـــ صنعاء دمشق، وأبو أسماء الرَّحَبيّ، وعبادة بن نسيّ، وابن محيريز، ومرثد بن عبد اللّه اليَزَنِيّ، وعبد الملك بن المغيرة الطائفي.